# مات موردوك (عالم مارفل السينمائي)
ماثيو مايكل " مات " مردوك هو شخصية خيالية يجسدها في المقام الأول تشارلي كوكس في امتياز إعلامي عالم مارفل السينمائي (MCU)، استنادًا إلى شخصية مارفل كومكس التي تحمل الاسم نفسه - والمعروف باسمه المستعار ديرديفيل. في عالم مارفل السينمائي، يعمل موردوك محاميًا نهارًا ويتخصص في الدفاع القانوني إلى جانب زملائه فوغي نيلسون وكارين بيج ، بينما يساعد أيضًا أفرادًا آخرين يتمتعون بقوى خارقة داخل مدينة نيويورك . يواصل حملته الشخصية لفرض نوعه الخاص من العدالة في الليل، متنكراً في هيئة حارس مقنع على أمل إزالة الفساد الذي يواجه هيلز كيتشن بعد معركة نيويورك من فيلم المنتقمون (2012).
موردوك أعمى ، الأمر الذي مكنه من خلال التدريب من تطوير حواسه الأخرى إلى مستويات خارقة. في نهاية المطاف، ستؤدي أنشطته إلى صراعه مع الأعداء مثل رجل الأعمال ويلسون فيسك ومنظمة اليد في هذه العملية، والتي قاتل ضدها إلى جانب المدافعين عندما نجحوا في إحياء وتسليح حليفه السابق وحبيبته من ماضيه، إلكترا ناتشيوس . بعد هزيمة فيسك، يعود موردوك إلى ممارسة القانون، ويدافع بنجاح عن بيتر باركر ضد التهم الجنائية الموجهة إليه، فضلاً عن الدخول في علاقة رومانسية قصيرة مع زميلته المحامية الخارقة جينيفر والترز . كما أنه سيدافع عن حراس آخرين ويصادقهم، وهم فرانك كاسل ، وجيسيكا جونز ، ولوك كيج ، وداني راند ، وهيكتور أيالا .
اعتبارًا من 2025، ظهرت الشخصية في مسلسل مارفل التلفزيوني ديرديفيل (2015–2018)، والمسلسل القصير المدافعون (2017)، وفيلم استوديوهات مارفل سبايدرمان: لا عودة إلى الديار (2021)، و مسلسلات ديزني+ التلفزيونية شئ هالك: محامية (2022), إكو (2024)، و ديرديفيل: ولد من جديد (2025–إلى الآن). ظهرت نسخة بديلة من الشخصية في الموسم الأول من مسلسل الرسوم المتحركة الرجل العنكبوت الصديق الودود بالحي (2025)، مع عودة كوكس للدور.

تلقى تصوير كوكس إشادة كبيرة من النقاد والمعجبين، مع إطلاق حملة "#أبقي_ديرديفيل" والعريضة لعودته بعد ديرديفيل في عام 2018، والتي أرجعها كوكس في أكتوبر 2022 إلى أنها كانت مسؤولة عن عودته إلى الدور.   

## المفهوم والإبداع
ظهرت شخصية ديرديفيل لأول مرة في عددها الذي يحمل عنوانه الخاص، ديرديفيل #1 (أبريل 1964)، الذي كتبه ستان لي ورسمه بيل إيفرت مع مساهمة غير محددة من جاك كيربي ، الذي ابتكر هراوة ديريديفيل.
في عام 2013، أعلنت شركة تلفزيون مارفل وشركة ديزني أنهما ستوفران لـ نتفليكس مسلسلات تلفزيونية تدور حول ديرديفيل و جيسيكا جونز ولوك كيج وآيرون فيست ، مما أدى إلى المسلسل القصير المدافعون . في مايو 2014، تم الإعلان عن تشارلي كوكس لتجسيد دور موردوك، مع إحضار ستيفن دينايت ليكون المنتج التنفيذي للموسم الأول .

### التصوير
جاءت فكرة اختيار كوكس لدور ديرديفيل من كبير مسؤولي الإبداع في مارفل جو كيسادا في عام 2012، قبل أن تحصل مارفل ستوديوز على حقوق الشخصية من شركة فوكس للقرن العشرين . أراد كوكس المشاركة في المسلسل بعد قراءة النصين الأولين لمسلسل ديرديفيل (2015)، حيث أخبر وكيله "هذان اثنان من أفضل النصوص التلفزيونية التي قرأتها". يجسد سكايلر جارتنر شخصية مردوك الشاب في فيلم ديرديفيل.
أوضح كوكس لاحقًا أنه، على عكس شخصية مارفل المصورة، فإن نسخته من دارديفيل لن تكون "رجلًا بلا خوف"، قائلًا: "الشخص الذي لا يخاف - حرفيًا لا يختبر الخوف - ليس مثيرًا للاهتمام. الطريقة التي أحب أن أفكر بها هي أنه رجل لديه خوف، لكنه يقرر يوميًا مواجهة هذا الخوف والتغلب عليه. لذا فإن لقب "الرجل بلا خوف" هو تقريبًا لقب يطلقه عليه الجمهور في عالمه لمجرد ما يفعله. لكنه في داخله، يشعر بخوف شديد في بعض الأحيان. ويجد طريقة لمواجهة تلك المخاوف والتغلب عليها."  "اضطر كوكس إلى القيام بالكثير من التمارين الرياضية" لتغيير بنيته الجسدية لتساوي تلك الشخصية الأكثر عضلية كما هو مرسوم في القصص المصورة. 

### إلغاء المسلسل وإحيائه
في نوفمبر 2018، ألغت نتفليكس المسلسل بعد ثلاثة مواسم. ورغم أن المواسم ستظل متاحة للبث على الخدمة، فإن الشخصية "ستظل موجودة في مشاريع مستقبلية لشركة مارفل". أعرب كوكس عن حزنه بسبب الإلغاء، لأنه "شعر وكأن لدينا الكثير من القصص لنرويها"، خاصة أنه كان متحمسًا لما تمت مناقشته للموسم الرابع المحتمل، مضيفًا أنه كان يأمل في الحصول على فرصة لتصوير الشخصية مرة أخرى.  بعد إلغاء المسلسل، أطلق المعجبون عريضة لإحياء المسلسل باستخدام هاشتاغ "SaveDaredevil". وقد جمعت العريضة أكثر من 300 ألف توقيع. 
في يونيو 2020، اتصل رئيس استوديوهات مارفل كيفن فيج بكوكس بشكل غير متوقع بشأن إعادة تمثيل دوره كـ مات مردوك في مشاريع عالم مارفل السينمائي (MCU) سبايدرمان: لا عودة إلى الديار و شي هولك: محامية . تم تأكيد عودة كوكس إلى الدور من قبل فيج في ديسمبر 2021. أشارت جيسيكا هينويك ، التي شاركت كوكس في بطولة المدافعون بدور كولين وينغ ، إلى أنها كانت على علم بفرصة إعادة تمثيل الدور في إنتاج استوديوهات مارفل قبل سنوات. اعتقد كتاب شي هولك في البداية أنهم لن يتمكنوا من تقديم الشخصية في المسلسل، وفي النهاية أخبرهم الاستوديو أنهم قادرون على استخدام الشخصية. في أكتوبر 2022، أوضح كوكس أنه اقترب من شخصية ديرديفيل من استوديوهات مارفل باعتبارها نفس الشخصية من مسلسل نتفليكس، قائلاً إنها "يجب أن تكون وستظل دائمًا"، وقام مردوك بتغييرها لتناسب النغمة، عازيًا عودته إلى عالم مارفل السينمائي إلى حملة "#SaveDaredevil" والعريضة في وقت لاحق من ذلك الشهر. 

## التصميم
تتميز بدلات موردوك بالملمس أكثر من اللون، مع لوحة محدودة، "لأنه، من الواضح، لا يستطيع رؤية ألوانه، لكن عليه أن يعرف أن أي شيء يختاره سوف يتناسق مع بعضها البعض". تغير حجم كوكس طوال السلسلة مع استمراره في ممارسة الرياضة.  يبدأ موردوك الموسم الأول مرتديًا زيًا أسود (يُطلق عليه الإنتاج اسم "زي الحارس")، مستوحى من الزي الذي ارتدته الشخصية في فيلم الرجل بلا خوف لفرانك ميلر وجون روميتا الابن ، بدلاً من البدلة الحمراء التقليدية ذات القرون. تم القيام بذلك لتسليط الضوء على تشكيل مات موردوك في دور ديرديفيل، مع تطور الزي بمرور الوقت مع تطور الشخصية. قام كيسادا بتصميم المظهر بناءً على مواصفات ديكنيت.
أشار ماسلانسكي إلى أنهم أرادوا أن يبدو الزي "كشيء يستطيع مات موردوك تجميعه بنفسه، ويمكنه طلبه عبر الإنترنت أو التسوق في المدينة... ذهبتُ إلى متاجر الجيش/البحرية. بحثتُ عبر الإنترنت. بحثتُ عن ملابس رياضية، وملابس ضاغطة، وملابس عسكرية، وملابس بناء... وانتهى بنا الأمر باختيارات عملية جدًا له. قمصانه قمصان ضاغطة، وبنطاله من متجر للجيش/البحرية". فيما يتعلق بالقناع الأسود، أشار ماسلانسكي إلى ضرورة تحقيق التوازن بين الجمال والسلامة، وأنه "مصنوع من شبكة قطنية. طبقات وطبقات منه. يجب أن يتوافق تمامًا مع شكل رأسه، وفي الوقت نفسه، يجب أن يكون قادرًا على الرؤية من خلاله."
وعن البدلة الحمراء التي حصل عليها موردوك في نهاية الموسم الأول، قال ماسلانسكي: "أردنا شيئًا يبدو عسكريًا وعمليًا، ولكن أيضًا دراميًا ومثيرًا"، مضيفًا أنه كان من "الصعب" جعله عمليًا. لبدء عملية إنشاء البدلة، اتصل كيسادا بريان مينردينج وفناني الأزياء وفريق التصميم في استوديوهات مارفل، الذين ساهموا جميعًا بأفكار التصميم، وتم اختيار أحد أفكار مينردينج في النهاية. وقد قدم كيسادا، الذي عمل سابقًا كفنان في سلسلة الرسوم المتحركة "ديرديفيل "، عدة اقتراحات، بما في ذلك استخدام المسامير والأشكال "المعمارية" كإشارة إلى إنشاء مدينة نيويورك. من المفترض أن تبدو البدلة مثل سترة كيفلر، والأقسام السوداء هي تكريم للوحات الكوميدية حيث قام الفنانون بتسليط الضوء على مناطق معينة باللون الأحمر، مع "أجزاء أعمق" في الظل. فيما يتعلق بالقناع، لاحظ مينردينج الصعوبة في تصميم النصف العلوي بالكامل من الوجه بحيث يتطابق مع النصف السفلي من وجه الممثل، "لأن نصف وجهه يجب أن يكون مغطى وله تعبيره الخاص ووجه الممثل سوف يفعل شيئًا آخر".

### التطور إلى ديرديفيل
في حديثه عن سبب عدم ظهور رمز "دي دي" التقليدي على بدلة موردوك الحمراء، وعن الصعوبات الأخرى في تكييف البدلة مع الأفلام الواقعية، أوضح ديكنيت أنه "حصل على البدلة قبل أن يحصل على الاسم. تحدثنا كثيرًا عن رمز "دي دي" على البدلة، وهو أحد أكثر الرموز إشكالية في عالم الأبطال الخارقين. إنه غير مستقر بعض الشيء. من الصعب جدًا ترجمة بدلته في القصص المصورة إلى الشاشة، خاصة في هذا العالم الواقعي والواقعي. هناك بعض الصعوبات العملية. زي ديرديفيل في القصص المصورة، قناعه لا يغطي سوى نصف أنفه. لا يصل إلى طرفه. اكتشفنا أثناء تصميمه أنه إذا لم تُنزله بالكامل، يمكنك بوضوح تمييزه بأنه تشارلي. لم يكن لدينا فقط شك في أن أحدًا لن يعرف "مرحبًا، هذا مات مردوك"، بل واجهنا أيضًا مشكلة عملية وهي أن تبديل بديلنا في المشاهد الخطرة أصبح شبه مستحيل. لذلك كان علينا إجراء هذا التعديل".
في شي هولك: محامية، كان زي ديرديفيل مشابهًا للزي الأحمر الذي ارتداه في مسلسل نتفليكس، ولكن مع نظام ألوان محدث ليشمل الخوذة الصفراء واللمسات من تصميم الشخصية لأول مرة في القصص المصورة في ديرديفيل #1. كان لدى استوديوهات مارفل نوايا واضحة فيما يتعلق بالشكل الذي سيبدو عليه زيه في المسلسل.

## التوصيف
أوضح ديكنيت أن موردوك "ليس قويًا جدًا. إنه ليس محصنًا من التعرض للخطر... لديه فقط حواس أفضل من حواس الإنسان العادي". وعن الأخلاق "الرمادية" للشخصية، أشار إلى أنه "يعمل محاميًا في النهار، وقد أقسم اليمين. ولكن في كل ليلة يخالف هذا القسم، ويخرج ويفعل أشياء عنيفة للغاية". تلعب الكاثوليكية الشخصية دورًا كبيرًا في المسلسل، حيث وصفه ديكنيت بأنه "أحد أكثر الشخصيات تدينًا، إن لم يكن أكثرها، في عالم مارفل". كوكس، الذي نشأ كاثوليكيًا، وجد ذلك مفيدًا، قائلاً: "ينشأ المرء متشبعًا بهذا. إذا كنت في الكنيسة، واقفًا أمام المذبح، فأنت تعرف تلقائيًا كيف تستجيب. كل شيء يبدأ بالتأثير - تركع وتجلس في المقعد. لم أضطر إلى التظاهر بأي من ذلك". حول كيفية الكشف عن اسم ديرديفيل في المسلسل، أوضح ديكنيت: "تحدثنا عن إمكانية إنتاج نسخة من القصص المصورة التي كان الناس يسخرون منه فيها عندما كان طفلاً باسم ديرديفيل، لكن هذا لم يكن مناسبًا تمامًا لعالمنا. في مرحلة ما، كنا سنطلب من بن يوريتش ( فوندي كورتيس هول ) أن يمنحه الاسم، لكن التوقيت لم يكن مناسبًا، حيث كان يرتدي زيه الأسود ثم حصل على بدلته، وهو ما حدث بعد وفاة بن المفاجئة. كان الحل هو تمثيل ذلك خارج الشاشة ثم نشر الخبر في الصحيفة بأنه قد أُطلق عليه هذا الاسم ديرديفيل".
وعن تجسيده للشخصية، قال كوكس: "هناك جوانب عديدة. هناك العمى والجسدية. صناعة عرض تدور حول المشاعر الإنسانية والصراع والاضطرابات. عندما تقابل رجلاً يعمل محامياً نهاراً ويؤمن بالقانون والعدالة، ثم رجلاً ليلاً، تجد نفسك أمام شخص يأخذ القانون على عاتقه. يخوض معارك تتعلق بهذا المفهوم".  وفي معرض حديثه عن الصعوبات التي واجهته في أداء الشخصية، قال كوكس: "أرتدي قميصًا ولكن لا يمكنني النظر إلى مكان الأزرار، لأن ديريديفيل لن يعرف مكان الأزرار، ولكنني أيضًا لا أستطيع أن أتعثر".
عمل كوكس مع المستشار الكفيف جو ستريتشاي،  وكان واعيًا بما تفعله عيناه في جميع الأوقات، للتأكد من أنها لن تنظر إلى شيء أو تتفاعل معه على عكس الشخص الكفيف.  بالنسبة لمسلسل المدافعون ، شعر كوكس أن الموسم الثاني -الذي قاتل فيه مردوك إلى جانب إلكترا ناتشيوس والمعاقب- أعد الشخصية لقبول المساعدة في المسلسل، وأن الانتقال إلى المسلسل القصير سيكون لموت ناتشيوس ثقل كبير على مردوك. شبه راميريز علاقة موردوك وناتشيوس بنسخة أكثر جنسية من شخصيات إدوارد نورتون وبراد بيت في فيلم نادي القتال (1999)، حيث كانت ناتشيوس "عبئًا على موردوك للتعامل معه" بعد إحيائها.
أشارت نهاية مسلسل المدافعون إلى أن عناصر الموسم الثالث ستكون مستوحاة من قصة " ولد من جديد "، مع كون كوكس متحمسًا لتكييف "ولد من جديد"، واصفًا إياها بأنها "قصة مذهلة" وأن آثار القصة على الموسم ستكون "مثيرة جدا ". استلهم إريك أوليسون ، مُنتج الموسم الثالث، إلهامه من "المولود من جديد" و" الشيطان الحارس " في تصميم الموسم، حيث بنى هيكل الموسم على ما إذا كان أي مُشاهد "كاثوليكيًا مُتدينًا... يُمكنك قراءة أحداث الحلقات الأولى كرسالة من الله إلى مات" ، مُشيرًا إلى أن موردوك "سيُصاب بانهيار جسدي وعاطفي وروحي" بعد أن خذلته حواسه المُتزايدة، مُضيفًا أن موردوك "غاضب من الله، غاضب من حقيقة أنه خاطر بحياته لأداء عمله، ويتساءل إن كان أحمق أم لا". هذا أدى إلى ارتداء موردوك للبدلة السوداء من الموسم الأول، لأنه يذهب إلى "أحلك مكان يُمكنك الوصول إليه" ويصل إلى نقطة "يعجز فيها عن أن يكون متهورًا، [ويُفضل] إنهاء حياته على مُواصلة حياته دون قدرات".
بالنسبة لظهور الشخصية في شي هولك: محامية ، وصفت النجمة تاتيانا ماسلاني موردوك وشخصيتها جينيفر والترز بأنهما أفضل صديقتين، بينما قالت المخرجة الرئيسية كات كويرو إن الاثنتين "تتناسبان مع ذكاء بعضهما البعض". صرحت الكاتبة الرئيسية جيسيكا جاو أن لديهما قاسمًا مشتركًا يتمثل في كونهما محاميين وهما أيضًا أبطال خارقون. من خلال إشراك موردوك في المسلسل، سُمح للكتاب بجعل الشخصية "تلعب بنبرة" المسلسل، وهي كوميديا قانونية مدتها نصف ساعة، واستكشاف "جانب أخف" له من تصويره المظلم السابق، كما هو الحال في مسلسل نتفليكس.
حول ظهور موردوك في فيلم سبايدرمان: لا عودة إلى الديار و شئ هولك، أوضح كوكس: "يجب أن يكون الأمر كذلك، ودائمًا ما تكون الشخصية هي نفسها. الفرق هو كما هو الحال مع البشر، فنحن نتغير ونتطور ونختلف اختلافًا كبيرًا بناءً على ما يحدث في حياتنا. وجود مات مردوك في مسلسل نتفليكس، ذلك العالم وما كان يحدث لمات، يعني أننا كنا نعيش معظم الوقت مع رجل يعاني من قدر هائل من الضغط والتوتر، وكان المسلسل من حيث النغمة مظلمًا وقويًا وثقيلًا. لا أعرف كيف سيكون [ ديرديفيل: ولد من جديد ]، ولكن عندما جئتُ لأقوم بـ سبايدرمان و شئ هولك ، كانت النغمة أكثر مرحًا وفكاهة ومرحًا وذكاءً ومليئًا بالبهجة، لذلك كان الأمل أن يتمكن مات من الاندماج في هذا العالم والمشاركة فيه دون أن تكون شخصية مختلفة أو شخصًا مختلفًا."

## الظهور

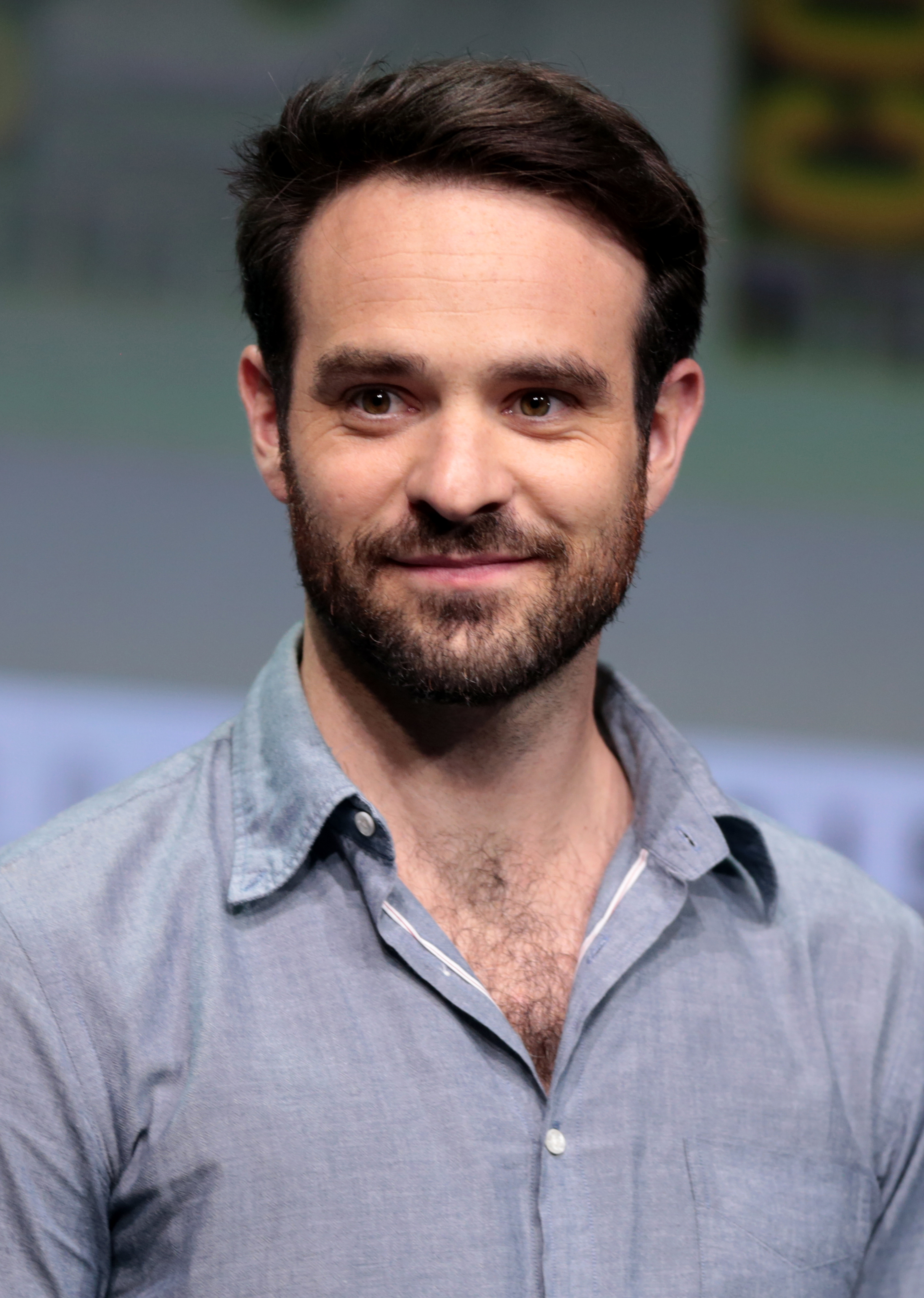
تشارلي كوكس في مؤتمر سان دييغو كوميك كون 2017

يظهر مات موردوك / ديرديفيل لأول مرة في دور تشارلي كوكس في اثنين من مسلسلات نتفليكس التي أنتجتها تلفزيون مارفل: ديرديفيل والمدافعون . يعيد كوكس تمثيل الدور في إنتاجات استوديوهات مارفل، بدءًا من فيلم سبايدرمان: لا عودة إلى الديار واستمرارًا في سلسلة ديزني+، بما في ذلك حلقات شئ هولك: محامية" ريبيت و ريب إت " و" لمن هذا العرض؟ " (2022)،  حلقة إكو " شفا " (2024)، و ديرديفيل: ولد من جديد (2025 حتى الآن).
كما أدى كوكس صوت نسخة بديلة من الشخصية في حلقات "مبارزة مع الشيطان" و"إذا كان هذا قدري..." من مسلسل "الرجل العنكبوت المجاور لك " (2025).

## سيرة الشخصية الخيالية

### الحياة المبكرة
وُلِد مات موردوك للملاكم جاك موردوك والراهبة ماغي غريس، التي تخلت عنهما لاحقًا. عندما كان طفلاً، أصيب موردوك بالعمى في حادث سيارة، مما أدى إلى تقوية حواسه الأخرى، وتدريبه على "الرؤية" باستخدام حواسه من قبل نينجا مسن وأعمى، ستيك. التحق موردوك في النهاية بكلية الحقوق بجامعة كولومبيا، والتقى بفوغي نيلسون وأصبح صديقًا له، ثم واعد لاحقًا إلكترا ناتشيوس قبل أن ينفصلا. بحلول عام ٢٠١٥، قرر موردوك ونيلسون فتح مكتب محاماة خاص بهما، نيلسون وموردوك.

### أصبح حارسًا
بعد فترة وجيزة من افتتاح الشركة، تم تعيين موردوك ونيلسون مع موظفة الاتحاد المتحالف كارين بيج بتهمة القتل. بعد تطهير الصفحة، يبدأ مردوك في مكافحة الجريمة لحماية مطبخ الجحيم من الفساد الذي يواجهه بعد معركة نيويورك، مرتديًا زيًا يتكون من قناع أسود وبدلة سوداء ويطلق عليه وسائل الإعلام لقب "الرجل المقنع"، و"شيطان مطبخ الجحيم" من قبل بعض العامة والطبقات الإجرامية، على الرغم من أنه يرفض هذا الأخير عندما يتم ذكره له. تؤدي تصرفاته الانتقامية إلى مواجهته مع زعيم الجريمة ويلسون فيسك، وهو رجل أعمال لديه مصالح في المدينة باعتباره زعيم العصابة.
يعمل بيج ومراسل مجلة نيويورك بوليتين بن يوريتش على كشف فيسك، بينما يقضي عليه موردوك. خلال مواجهتهم النهائية، اعترف مردوك بسمعته باعتباره "الشيطان"، وارتدى بدلة حمراء جديدة، ذات قرون ومدرعة، بناها ميلفين بوتر على غرار الشيطان قبل قتال فيسك، وهزيمته وإرساله إلى السجن. بعد الاعتقال، بدأت وسائل الإعلام الإخبارية في تسمية الحارس باسم ديرديفيل، والذي تبناه موردوك في وقت لاحق.

### الاصطدام بالمعاقب واليد
وبعد حوالي ستة أشهر، موردوك، بدور ديرديفيل، يحقق في أمر عصابات المخدرات، ويكتشف أن رجلاً واحداً سرق جميع أسلحتهم عالية القوة. يواجه ديرديفيل الرجل على سطح منزل، لكنه يُصاب برصاصة في رأسه. رغم نجاته بفضل درعه الواقي، يُصرّ نيلسون على أن يستريح ويتعافى. يُلقّب الرجل بـ "المُعاقِب"، وهو مُقاتلٌ شرسٌ فقد عائلته. موردوك، بدور ديرديفيل، يقبض عليه، واسمه الحقيقي فرانك كاسل، ولكنه يمثله كمحامٍ في محاكمة "الشعب ضد فرانك كاسل". تعود حبيبته القديمة إلكترا ناتشيوس، بعد أن انخرطت في مواجهة منظمة الأشرار الخارقين اليد، ويقاتل إلى جانبها وستيك.
تؤدي العمليات السرية التي يقوم بها موردوك إلى تعطيل قدرته على العمل في المحاكمة، ويتم إرسال كاسل بعد ذلك إلى جزيرة رايكر. يتعاون ناتشيوس، وفرانك كاسل، وموردوك لهزيمة اليد، لكن ناتشيوس تموت في هذه العملية. في عيد الميلاد، يكشف موردوك عن هويته كحارس لبيج، وتنتهي شراكته القانونية مع نيلسون بسبب ضعف أداء موردوك في المحاكمة وعدم ارتياح نيلسون لشخصيته كحارس.

### تشكيل المدافعين
بعد أشهر من وفاة ناتشيوس، يمارس مردوك مهنة المحاماة "التطوعية" في حين أصبح نيلسون ناجحًا للغاية ومشغولًا للغاية في شركة هوغارث، تشاو وبينويتز الكبيرة. بفضل مساعدة نيلسون، يتم إرسال موردوك بناءً على طلب جيري هوغارث لتمثيل محققة شركتها، جيسيكا جونز بعد أن انتحر رجل في مكتبها. تواصل جونز تحقيقاتها في ميدلاند سيركل ضد توصية موردوك، وينتهي بهما الأمر بدعم محاولة هروب لوك كيج وداني راند من اليد. خلال المعركة، يقاتل موردوك بلاك سكاي، عدو قوي يتعرف عليه في النهاية على أنها ناتشيوس مُبعثة من الموت.
تلجأ جونز إلى مطعم مع راند وكيج، وتكشف لموردوك أنها استنتجت شخصيته الحقيقية. ينضم إلى الأربعة ستيك، الذي يشرح صراع اليد مع العفيفة وكون لون، في صد الهجوم التالي. أسر كيج زعيم اليد سواندي، الذي كشف بدوره عن الجزء الآخر من خطتهم: استخدام قبضة راند الحديدية للوصول إلى عظام التنين في أسفل دائرة ميدلاند. عثرت السماء السوداء على مخبأهم، فقتلت ستيك وألقت القبض على راند، ممهدةً بذلك الطريق لمعركتهم الأخيرة في دائرة ميدلاند، حيث قرر المدافعون هدم المبنى فوق اليد، التي تبنت السماء السوداء قيادتها بعد أن تذكرت ماضيها كناتشيوس. يبقى موردوك في محاولة للتواصل مجددًا مع ناتشيوس عندما يسقط المبنى عليهم، ويُفترض أنه مات في الانهيار.

### عودة كينغ بين
مردوك، الذي أصيب بجروح بالغة في الانفجار الذي وقع في ميدلاند سيركل، ينجرف إلى نظام الصرف الصحي في نيويورك، حيث يعثر عليه سائق سيارة أجرة ويسلمه إلى الأب بول لانتوم، الذي يأتمن موردوك على رعاية غريس، ليكتشف لاحقًا أنها والدته. بينما يستعيد صحته وقواه ببطء، يعاني مردوك من أزمة إيمان ويقرر الاستمرار في دور ديرديفيل. بعد أن تلاعب فيسك بمكتب التحقيقات الفيدرالي لإطلاق سراحه من السجن، يُجري موردوك تحقيقًا في الفندق الرئاسي، لكنه يبدأ في تخيله كـ"شيطان على كتفه". يستجوب موردوك محامي فيسك، بنيامين دونوفان، ويعلم بالوضع مع فانيسا ماريانا فيسك. ومع ذلك، استنتج فيسك بالفعل أن موردوك هو ديرديفيل وقام بإعداد كمين في السجن الذي يزوره مردوك للحصول على معلومات، مما أدى إلى قيام مكتب التحقيقات الفيدرالي بفحص هويته المدنية، واستخدام عميل مكتب التحقيقات الفيدرالي غير المستقر، بويندكستر، كديرديفيل مزيف لتشويه هويته كحارس.
قرر موردوك قتل فيسك لإنقاذ نيويورك ومكتب التحقيقات الفيدرالي من قبضته، لكن علمه باغتيال بيج دفعه إلى محاولة إنقاذها، ومات لانتوم في تبادل إطلاق النار. باءت محاولاته القانونية الأخيرة مع العميل الرئيسي راي نديم بالفشل عندما ثبت تورط هيئة المحلفين، وأُعدم نديم على يد بويندكستر. مع قلة الأدلة المتبقية، يكتشف فيليكس مانينغ، وسيط فيسك، الذي يُزوده بمعلومات كافية ليقلب بويندكستر ضده ويُشير إلى تورط فانيسا في وفاة نديم. يُحضّر موردوك بويندكستر المسعور لتخريب حفل زفاف فيسك، فيُصيبه بالشلل، ويكاد موردوك أن يُقتله قبل أن يتراجع. يوافق فيسك على العودة إلى السجن وترك بيج ونيلسون وشأنهما إذا لم يكشف موردوك عن فانيسا. مع اعتقال فيسك بناءً على إقرار نديم المحتضر، يبدأ موردوك في إعادة بناء علاقته مع نيلسون وبيج، ويؤسسان معًا مكتب محاماة جديدًا.

### لقاء أبطال آخرين
في عام 2018، نجا مردوك من النقطة. في عام 2021، واجه رجال فيسك ومايا لوبيز في عملية مراقبة، وقاتل لوبيز لفترة وجيزة.
في 2024، تم إسقاط جميع التهم الموجهة إلى مردوك ضد بيتر باركر، بعد أن تم الكشف عن هويته باعتباره الرجل العنكبوت من قبل كوينتين بيك، الذي أوقع باركر في فخ وفاته بعد وفاته. حذّره مردوك من أن ذلك لن يُغيّر الرأي العام تجاه سبايدرمان. كما نصح شريك باركر، هابي هوغان، بالحصول على الحماية القانونية بسبب تحقيق فيدرالي في تقنية شركة ستارك إندستريز التي استُخدمت في قتال باركر مع بيك، وبعد أشهر، مثّل هوجان ضد عملاء إدارة مكافحة الأضرار.
في عام 2025، يزور موردوك لوس أنجلوس للدفاع عن خياطه لوك جاكوبسون ضد جينيفر والترز في دعوى مسؤولية المنتج التي رفعها موكلها، يوجين باتيليو. أثناء حديثه مع والترز في حانة، علم موردوك أن باتيليو اختطف جاكوبسون، فطارده متخفيًا في دور ديرديفيل. التقى والترز متخفية في دور شي-هالك، وبعد كشف هويته، انضم إليها لتحرير جاكوبسون. في تلك الليلة، نام مردوك مع والترز في شقتها. بعد أسبوع، التقى مردوك بعائلة والترز، بمن فيهم ابن عمها بروس بانر، وابن بانر، سكار، في حفل شواء.

### المأساة والتقاعد والعودة
بحلول أواخر عام 2026، توقف موردوك عن كونه ديرديفيل بعد أن قتل بويندكستر نيلسون قبل عام. ابتعد عن بيج، وأسس مكتب محاماة جديدًا مع المدعية العامة السابقة كيرستن ماكدوفي، وبدأ بمواعدة المعالجة النفسية هيذر غلين. عندما أعلن فيسك، الذي بُرّئ من فضيحة فساد مكتب التحقيقات الفيدرالي، ترشحه لمنصب عمدة مدينة نيويورك، حذّره موردوك من أنه سيمنعه إذا أساء استخدام سلطته. وفي النهاية، انتُخب فيسك.
في عام 2027، يدافع موردوك عن هيكتور أيالا الذي أُلقي القبض عليه بعد دفاعه عن رجل من ضابطي شرطة خارج نطاق الخدمة. بعد ترهيب شاهد رئيسي لإسكاته، يُجبر موردوك على الكشف عن هوية أيالا بصفته النمر الأبيض في المحكمة. تُبرئ هيئة المحلفين أيالا، لكنه يُقتل لاحقًا. بعد العثور على غلاف رصاصة عليه رمز المُعاقب في مسرح الجريمة، يواجه موردوك كاسل، الذي ينكر تورطه ويُخبر موردوك أنه كان ينبغي عليه قتل بويندكستر. يعود موردوك بدور ديرديفيل لإنقاذ ابنة أخت أيالا أنجيلا ديل تورو وغلين من القاتل المتسلسل ميوز، الذي يُقتل برصاصة قاتلة من الأخير. يعلم فيسك بعودة ديرديفيل، ويُشيد علنًا بفريق مكافحة المتطوعين (AVTF)، وهو فريق مكون من ضباط فاسدين، لإيقاف ميوز.
عندما نُقل بويندكستر إلى جن بوب بأوامر من فيسك، استجوبه موردوك، معتقدًا أن فيسك أراد قتل نيلسون من أجل القضية التي كان يعمل عليها. دُعي غلين، معالج فيسك وفانيسا النفسي، إلى حفل فيسك، حيث أدرك موردوك أن فانيسا هي من وظّف بويندكستر. يحمي مردوك فيسك من رصاصة أطلقها بويندكستر، الذي هرب من السجن، ويُعالج في المستشفى. ينجو فيسك من محاولة قتل على يد مساعده الأيمن، باك كاشمان، ويهرب إلى شقته، ويجد كاسل. كلاهما يقاتل ضباط AVTF، بمن فيهم قاتل أيالا كول نورث الذي يقاوم موردوك قتله. يلتقيان ببيج، التي طلبت من كاسل حماية موردوك. بعد مغادرة كاسل، يتعقب موردوك وبيج قضية نيلسون ويكتشفان أن آل فيسك يحاولون إقامة دولة مدينة. بينما يعلن فيسك الأحكام العرفية ويحظر أعمال الانتقام، يجمع موردوك ضباط الشرطة الموثوق بهم لإنقاذ المدينة.

## نسخ بديلة
يتم تصوير نسخ أخرى من مردوك في الحقائق البديلة للكون المتعدد (MCU).

### رحلة غراند ماستر
في عالم بديل، شوهد موردوك حاضرًا في رحلة غراند ماستر.

### التسلل إلى شركة أوسكورب
في عام 2016 بديل، اقتحم ديرديفيل برج أوسكورب. وصل إلى السطح واشتبك مع سبايدرمان في قتال قصير، مُخبرًا إياه أن نورمان أوزبورن يُخفي شيئًا شريرًا، وأفقد باركر وعيه أثناء هروبه. جين فوكو / فينيس، مُتظاهرةً بأنها مُتدربة، تعمل مع ديرديفيل للتسلل إلى أوسكورب والتجسس على أوزبورن.

### الفراغ
في عالم بديل، تم تقليم ديرديفيل وإلكترا بواسطة هيئة تباين الوقت إلى الفراغ. انضمّ الاثنان إلى قوة مقاومة ضدّ كاساندرا نوفا مع ريمي ليبو وغامبيت، وبليد، وجوني ستورم، ولورا، وبيتر ماكسيموف، وكويك سيلفر، وماغنيتو، والمُعاقِب، وجميعهم من أكوان مختلفة. قُتل ديريديفل خلال معركة خارج الشاشة ضدّ نوفا.
تستمر هذه النسخة في التجسيد الذي صوره بن أفليك في فيلم ديرديفيل (2003) والمشاهد المحذوفة من العمل المنبثق إلكترا (2005).

## الاستقبال

### الاستقبال النقدي
أشاد بريان لوري من مجلة فارايتي بأداء كوكس في تصوير الشخصية، في حين وصف مايك هيل، الكاتب في صحيفة نيويورك تايمز، أداء كوكس بأنه "منقسم"، وأشاد به باعتباره مردوك لكنه انتقده باعتباره ديرديفيل. أشادت ليز شانون ميلر من إندي واير، في مراجعة الموسم الأول، بأداء الممثلين، وخاصة دونوفريو، وكورتيس هول، وكوكس.

### الإشادات
| العام | الجائزة                  | الفئة                              | المرشح(ون)  | النتيجة | المصدر. |
| ----- | ------------------------ | ---------------------------------- | ----------- | ------- | ------- |
| 2015  | جائزة هيلين كيلر للإنجاز | المكرم                             | تشارلي كوكس | فوز     | [ 21 ]  |
| 2016  | جوائز ساترن              | أفضل ممثل تلفزيوني                 | تشارلي كوكس | رُشِّح     | [ 22 ]  |
| 2017  | جوائز ساترن              | أفضل ممثل في المسلسلات التلفزيونية | تشارلي كوكس | رُشِّح     | [ 23 ]  |
| 2019  | جوائز ساترن              | أفضل ممثل في عرض البث              | تشارلي كوكس | رُشِّح     | [ 24 ]  |

## روابط خارجية
- مات موردوك على Marvel.com